# 레이저라이트
레이저라이트(Razorlight)는 잉글랜드의 록 밴드이다.